# Chewore

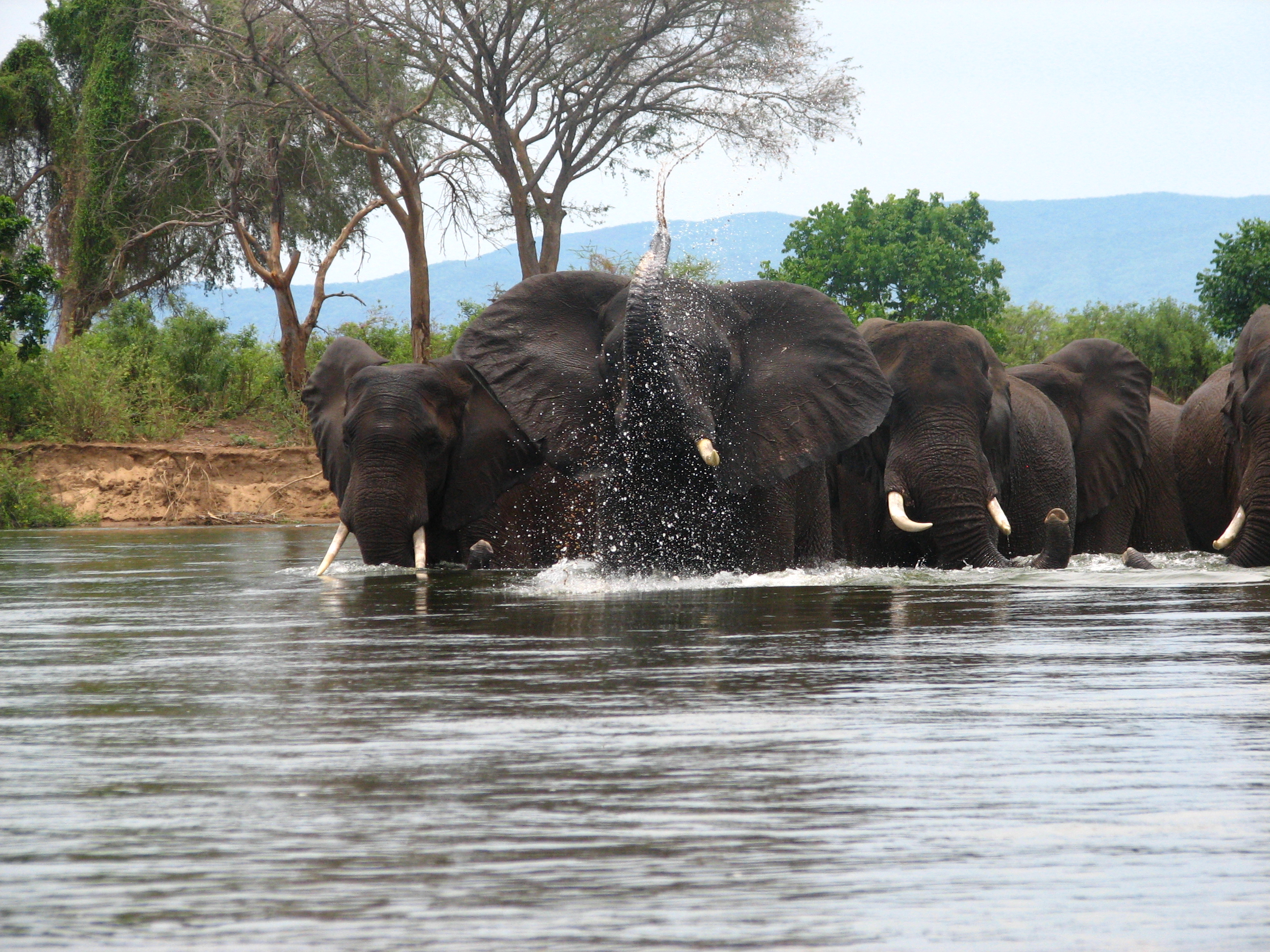
Chewore

Chewore ist ein Jagdgebiet am Sambesi auf halbem Weg zwischen Chirundu und Kanyemba im Mana-Pools-Nationalpark in Simbabwe. 
Chewore ist wie Sapi ein eigenes Gebiet für den Jagdtourismus innerhalb des Nationalparkes, der eine sehr hohe Tierpopulation mit sehr zahlreichen Spezies besitzt. 
Koordinaten: 15° 44′ 0″ S, 29° 24′ 0″ O